# 뷰티풀 라디오
김기훈의 뷰티풀 라디오는 TBN 경인교통방송(인천·경기 FM 100.5, 서해5도 FM 105.5MHz)에서 주말 밤 8시부터 9시 55분까지 방송 되는 라디오 교양, 오락, 가요 음악, 팝 음악, 생활정보, 교통정보 프로그램이다.

## 프로그램 소개
- 여유로운 주말 저녁시간에 4~60대 청취자들이 듣기 편한 가요와 팝, 그리고 실시간 교통정보를 제공함으로써 즐겁고 안전하게 주말을 보내고 새로운 한 주를 시작하는데 도움을 주고자 함.

## 코너소개

### 매일코너
- 안녕, 나의 하루~ - 하루를 보내고 난 소회나 생각들을 담담하게 풀어내보는 시간

### 토요일
- 화제의 팝송 : 과거 이슈화 된 팝송을 들어보는 시간

### 일요일
- 이 노래를 신청합니다 : 청취자들이 직접 정한 주제의 사연과 신청곡 들어보기